# Horní Dvořiště
Horní Dvořiště (německy Oberhaid) je obec v okrese Český Krumlov v Jihočeském kraji. Horní Dvořiště, nazývané dříve také Horní Myšlany nebo Bor, je klidné městečko ležící na mírném návrší, na staré obchodní cestě do Rakouska. Žije zde 461 obyvatel.

## Historie
První písemná zmínka o obci pochází z roku 1278. O původně gotickém kostele Archanděla Michaela, jenž stojí v jihovýchodním rohu náměstí, jsou zmínky již z roku 1252. Dokončen byl v roce 1511, od roku 1658 jej mají pod patronátem cisterciáci z Vyššího Brodu.
17. prosince 1504 bylo Petrem z Rožmberka Hornímu Dvořišti uděleno městské právo. Zároveň s ním byli jeho obyvatelé zbaveni odúmrti. Odvolacím místem od místního soudu se stal Český Krumlov. Na základě privilegia se směly v Horním Dvořišti konat ve středu pravidelné týdenní trhy, které velmi příznivě ovlivnily místní hospodářství a rozvoj řemeslné výroby. Symbolem nabytého právního postavení se stala městská pečeť se znakem dvou věží, s pětilistou růží uprostřed a po obvodu uvedeným jménem městečka. Práva Horního Dvořiště byla rozšířena v roce 1577 o výsadu vaření bílého a ječného piva pro místní potřebu.
V průběhu 16. století se v městečku dále rozšiřovala řemeslná výroba, která upevňovala a celkově zlepšovala pozici městečka v oblasti. Řemeslníci se zde sdružovali v ceších, jimž byly udělovány cechovní pořádky. V roce 1564 udělil Vilém z Rožmberka privilegium hornodvořišťským kovářům. Cech řezníků obdržel výsady od Petra Voka v roce 1597. V pozdějším období, především v 18. století, je v Horním Dvořišti doložena činnost soukeníků, krejčí, mlynářů, kameníků a zedníků.
Třicetiletá válka svými důsledky narušila vývoj celého kraje, panství přešlo do vlastnictví Buquoyů. Z roku 1627 pochází soupis osob nekatolického vyznání. V Horním Dvořišti se muselo vzdát své dosavadní víry 30 osob. Hrabě Ferdinand Buquoy zřídil v roce 1674 v Horním Dvořišti mýto a stanovil poplatky za různá zboží, které kupci obcí převáželi. Směli také používat jen určené cesty, jinak jim bylo zboží zabaveno. Nová šlechta ovšem nadále potvrzovala svou přízeň městečku potvrzením starých privilegií a práv.
Horní Dvořiště postihla v průběhu jeho historie celá řada požárů. Nejstarší zprávy o požáru pocházejí z let 1554 a 1557. V roce 1738 bylo městečko včetně kostela zachváceno ohněm, při němž vyhořelo 46 domů. Zanedlouho v roce 1772 zničil oheň celou obec. Ke krutým následkům se připojila neúroda, takže poddaní se ocitli v zoufalé situaci a museli se obrátit na vrchnost se žádostí o poskytnutí úlevy v placení poddanských dávek a daní.
Po požáru z roku 1738 došlo k přestavbě kostela, jeho věž dostala barokní báň. Barokní varhany byly koupeny od varhanáře Bedřicha (Fridricha) Semráda. Poslední úprava kostela byla provedena v roce 1904. V kostele se každý rok v září koná pouť při svátku archanděla Michaela. Ze hřbitova u kostela, na němž se pochovávalo ještě v druhé polovině 19. století, se zachovala především výrazná hrobka rodiny Gillenbergů. Celou jižní stěnu bývalého hřbitova zabírá budova jednopatrové fary.
V druhé polovině devatenáctého století žilo v Horním Dvořišti sedm set šedesát jedna obyvatel. K městečku patřily mlýny Edelmühle a Stegmühle a huť Jägerhäusel. Směly se konat čtyři výroční trhy, týdenní trhy byly stále ve středu. Revoluční události roku 1848 přinesly změny i do života obyvatel Horního Dvořiště. Byla zde vytvořena národní garda, která byla rozpuštěna až v roce 1851, v době kdy již nehrozilo přímé nebezpečí dalších nepokojů. Robotní povinnosti a poddanské svazky zanikly a Horní Dvořiště bylo začleněno v rámci soudního okresu Vyšší Brod pod politickou správu okresního hejtmanství v Kaplici. Sídlil zde obecní úřad, v roce 1882 otevřeli občané novou školu. Na konci 19. století mělo Horní Dvořiště 1151 obyvatel a 179 domů. Průmyslová výroba si nadále udržovala charakter drobné domácí řemeslné práce, pro rozsáhlejší podnikání zde nebyly vhodné podmínky. Celkově si tento kraj uchovával převážně zemědělský ráz.
Významnou událostí, která ovlivnila život v Horním Dvořišti, byla stavba Dráhy císařovny Alžběty („Sisi“) z roku 1872. Koleje se sice městečku vyhnuly, ale v Českém Heršláku, necelý kilometr jihovýchodně, byla zřízena železniční stanice, která se po roce 1918 změnila na velké nádraží s celnicí. Tam byl v pátek 20. prosince 1918 po 13. hodině Národním shromážděním a zástupci jihočeských okresů slavnostně uvítán prezident T. G. Masaryk, hudbou, hymnami a projevy představitelů spojeneckých států (Itálie, USA, Velké Británie a Francie) při svém triumfálním návratu do vlasti. Masaryk krátce odpovídal a pozdravil přítomné, včetně kaplického hejtmana, jenž měl rovněž uvítací projev. Tam se také on, i jeho dcera Olga, po čtyřech letech opět setkal se svým synem Janem Masarykem.
V letech 1914–1918 zahynulo na frontách celkem 78 mužů z Horního Dvořiště a z okolních osad Českého Heršláku, Svatomírova, Konrátova, Sejfů, Klopanova a Zbraslavi. Na konci války se i zde projevil tíživý nedostatek běžných životních potřeb.
Po vytvoření samostatného československého státu podporovalo zdejší obyvatelstvo snahy o odtržení pohraničního území a jeho připojení k Rakousku. Organizovalo ze svých řad jednotky volkswehru a jejich prostřednictvím se snažilo uplatňovat své záměry.
Po roce 1938 bylo Horní Dvořiště v důsledku Mnichovské dohody na území nacistického Německa; po osvobození americkou armádou (poděkováno na pomníku však bylo v souladu s komunistickou ideologií Rudé armádě) v květnu 1945 bylo vráceno Československu a většina obyvatel německé národnosti se musela vystěhovat za hranice. Městečko sice bylo dosídleno, avšak kvůli různým omezením, která vyplývala z přítomnosti Pohraniční stráže, zátarasů a strážních věží všude kolem, se sem lidé nehrnuli a jeho rozvoj stagnoval. Nyní je náměstí upraveno (včetně místní restaurace v rohovém domě) a okolí je vhodné zejména pro cyklisty i houbaře. Za necelou jednu hodinu pěší chůze lze dorazit do blízkého Herbertova k Vltavě či k nádraží Rožmberk nad Vltavou na trati Lipno – Rybník.

## Obyvatelstvo
| Rok            | 1869  | 1880  | 1890  | 1900  | 1910  | 1921  | 1930  | 1950 | 1961 | 1970 | 1980 | 1991 | 2001 | 2011 | 2021 |
| -------------- | ----- | ----- | ----- | ----- | ----- | ----- | ----- | ---- | ---- | ---- | ---- | ---- | ---- | ---- | ---- |
| Počet obyvatel | 1 038 | 1 144 | 1 151 | 1 117 | 1 113 | 1 187 | 1 400 | 796  | 630  | 572  | 612  | 499  | 505  | 467  | 424  |
| Počet domů     | 166   | 178   | 179   | 181   | 180   | 185   | 196   | 151  | 98   | 95   | 86   | 94   | 93   | 109  | 117  |

## Obecní správa

### Části obce
- Horní Dvořiště
- Český Heršlák

### Obecní symboly
Znak obce je historický, vlajka byla obci udělena rozhodnutím předsedy Poslanecké sněmovny Parlamentu České republiky dne 11. května 2006.

## Pamětihodnosti
- Kostel svatého Michaela
- Pamětní deska příjezdu T. G. Masaryka do vlasti na nádraží
- Pomník Rudé armády na náměstí
- Boží muka
- Kaple Kalvárie a Křížová cesta na vrchu Kalvárie
- Budova školy T. G. Masaryka z dvacátých let dvacátého století
- Budova celnice z doby První republiky na hranici s Rakouskem (za školou TGM)

## Hraniční přechod
- Železniční hraniční přechod Horní Dvořiště / Summerau
- Přeshraniční propojení pro případ dočasného znovuzavedení ochrany vnitřních hranic na turistických stezkách:
  - Český Heršlák / Deutsch Hörschlag
  - Horní Dvořiště / Eisenhut[10]

## Galerie

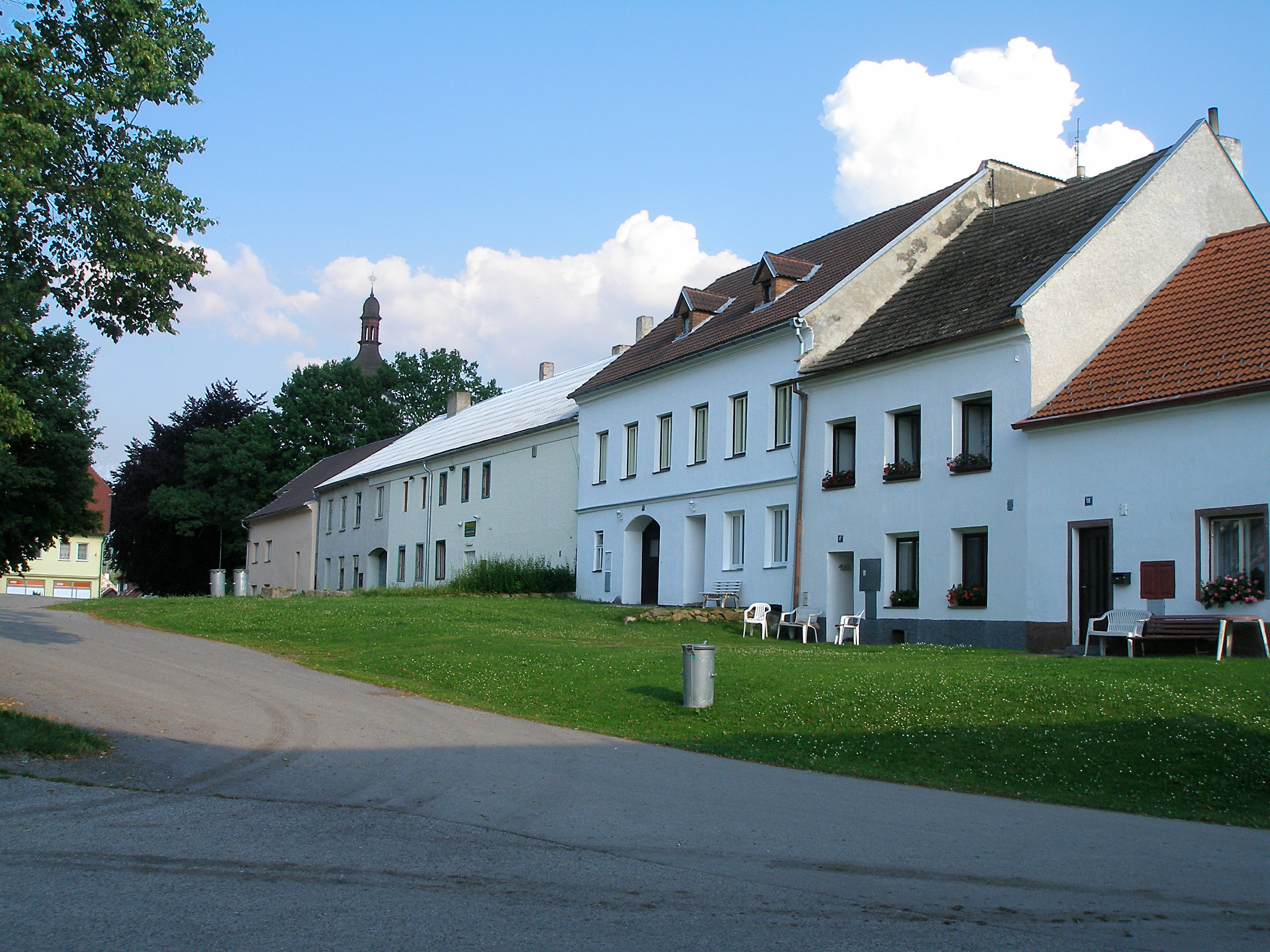
Jižní strana náměstí
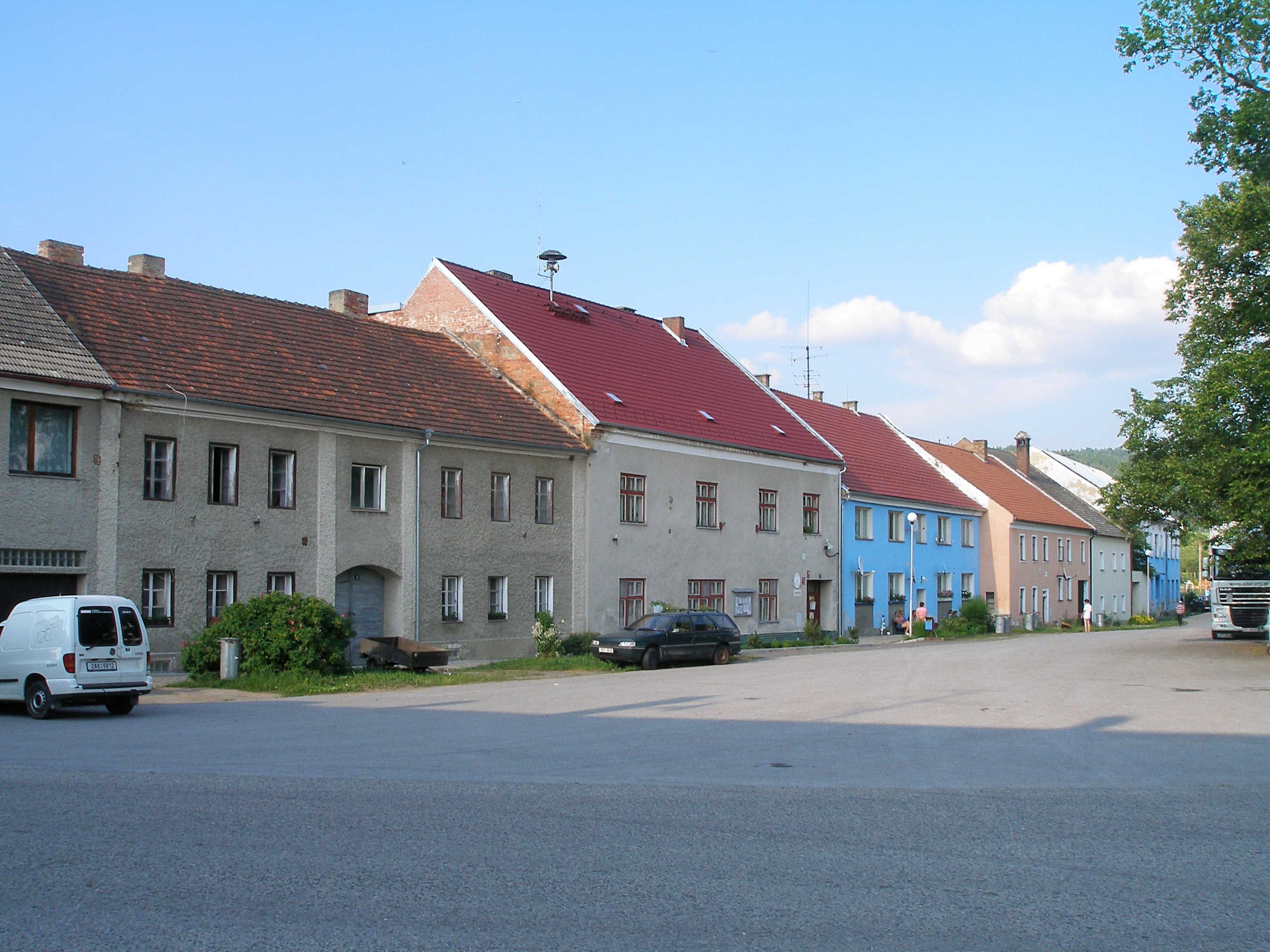
Severní strana náměstí
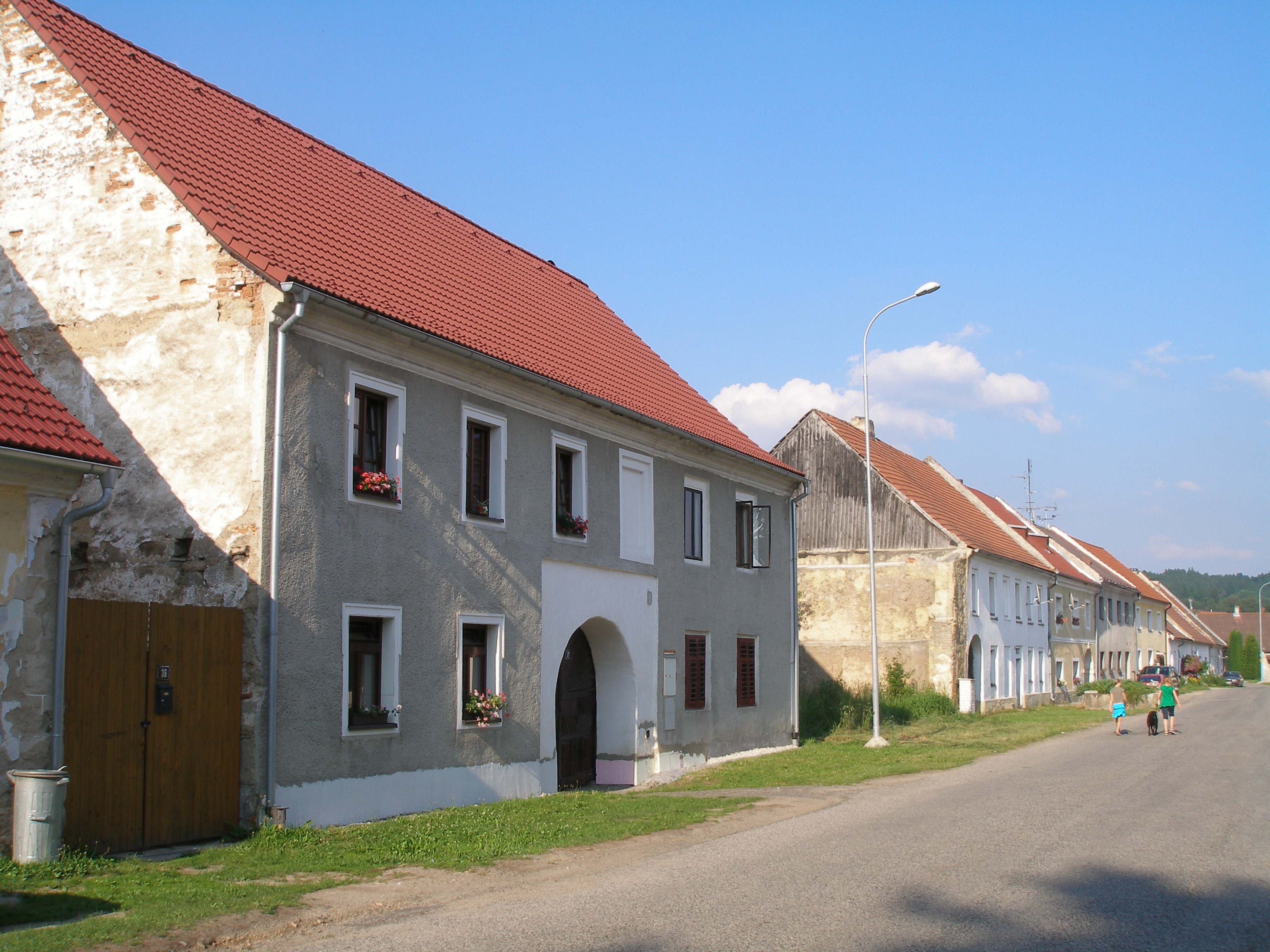
Nádražní ulice
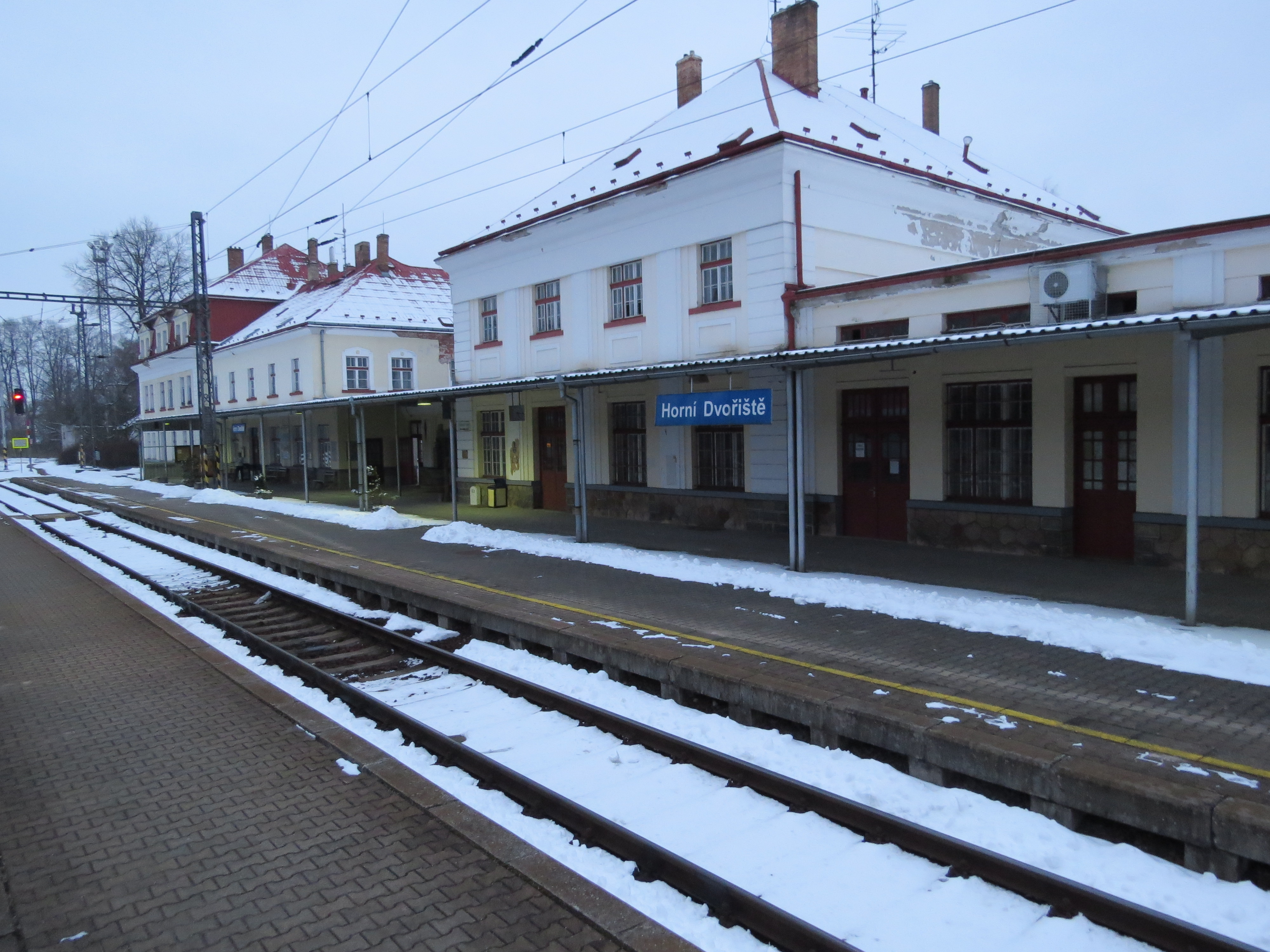
Nádraží